# Gran Premi de Burgàs
El Gran Premi de Burgàs era una cursa ciclista que es disputava a Burgàs (Bulgària). La cursa es creà el 2008 i va formar part del calendari de l'UCI Europa Tour. Només va durar una edició.

## Palmarès
| Any  | Vencedor       | Segon         | Tercer           |
| ---- | -------------- | ------------- | ---------------- |
| 2008 | Pavel Shumanov | Dragan Spasić | Aleksander Srnic |